# Geranomyia longicrinita
Geranomyia longicrinita là một loài ruồi trong họ Limoniidae. Chúng phân bố ở miền Australasia.